# 冀光祚
冀光祚（1554年—1620年），字貽胤，號奕軒，直隸邯鄲縣人，明朝政治人物。

## 生平
萬曆十六年（1588年）戊子科順天鄉試舉人。萬曆二十年（1592年）壬辰科進士。大理寺觀政，初授山东夏津县知县，修学宫、文庙，二十六年升南户部主事，改刑部主事，二十八年升郎中，三十一年出为宝庆府知府，三十五年（1607年）八月升湖廣按察司副使、整饬荆西等处兵备兼管分巡道，三十九年晋本省右參政，照旧分守荆西道，四十一年终养，丁母憂，服闋，四十四年復除雲南參政，四十七年五月升本省按察使，四十八年入贺京师，卒于貴州途中，年六十六。

## 家族
曾祖父冀聰；祖父冀黨；父親冀惠。母師氏。

## 参見
- 《明故正議大夫雲南按察司按察使奕轩冀公暨配誥封淑人康氏偕葬墓誌銘》
賜進士第中議大夫太僕寺少卿前北直巡按監察御史汾阳年眷生孫居相撰
賜進士第奉政大夫光禄寺少卿前吏部文选司郎中汾阳年家眷生孫鼎相書丹
賜進士第中議大夫河南按察司副使分守大梁道兵备楚中門生王瑊篆